# Bennettkasuar

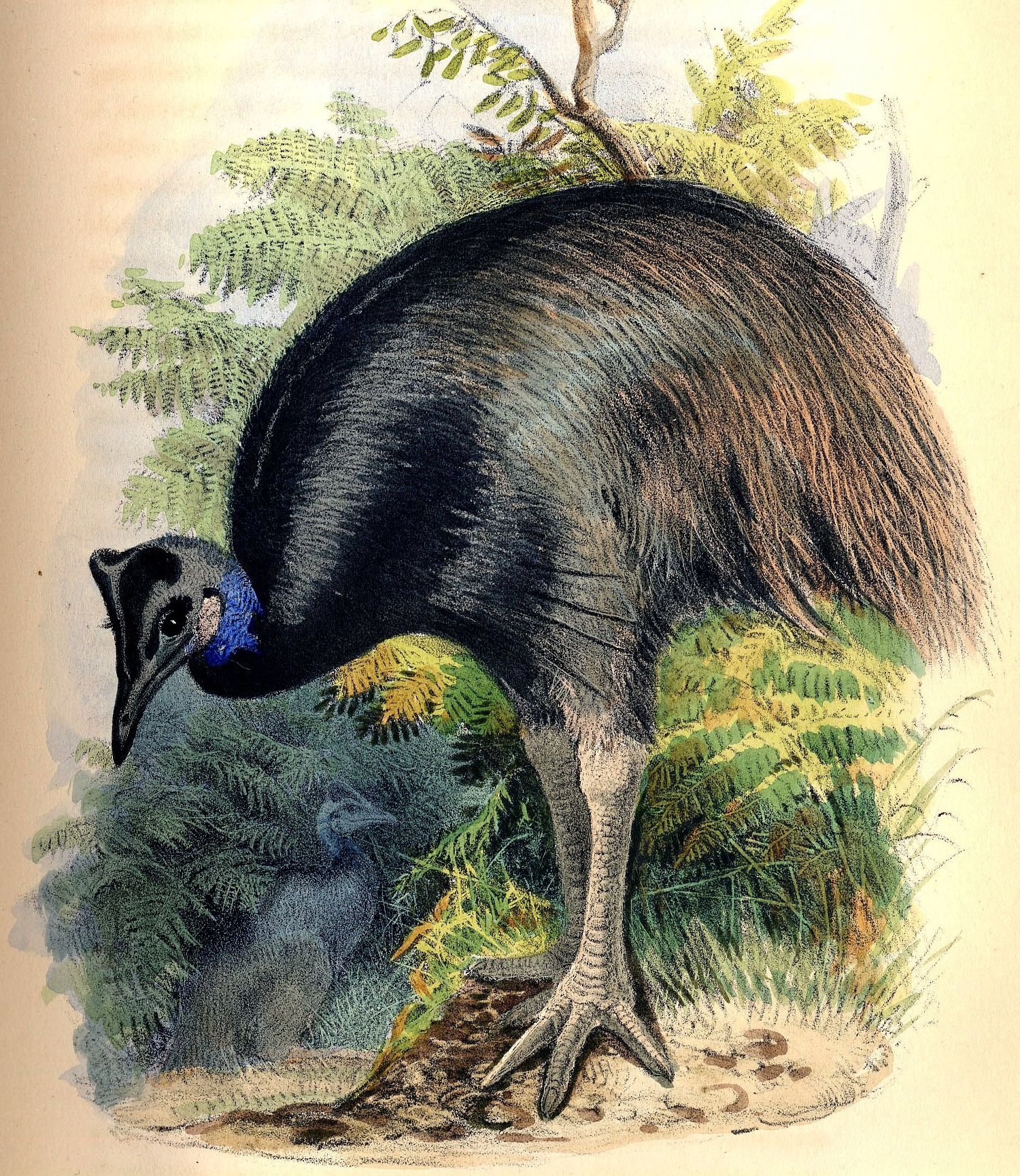
Bennettkasuar, Zeichnung aus Gatherings of a naturalist in Australasia von George Bennett (1860)

Der Bennettkasuar (Casuarius bennetti) ist eine große flugunfähige Vogelart aus der Familie der Casuariidae.
Bennettkasuare leben im Hochland von Neuguinea, in Primär- und Sekundärwäldern bis in Höhen von 3000 Metern, im Nordosten Neuguineas, wo andere Kasuararten fehlen, auch in Tieflandwäldern. Außerdem kommen sie auf Yapen und auf Neubritannien, wo sie möglicherweise erst vom Menschen eingeführt wurden, vor. Die Bestände des Vogels sind nach Angaben der IUCN potenziell gefährdet.

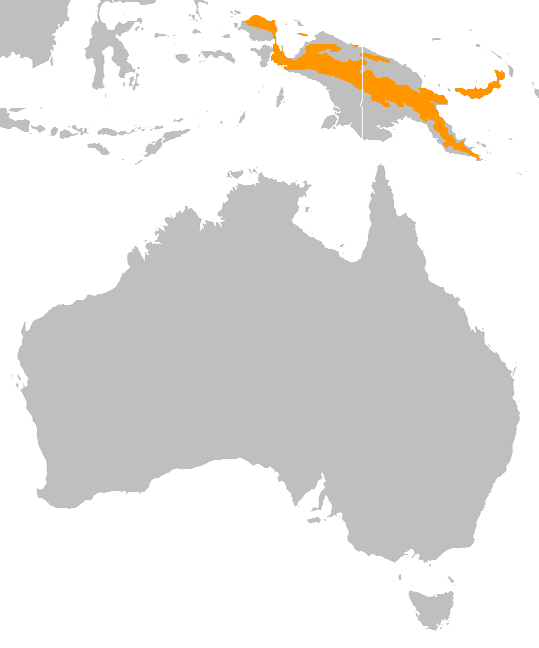
Verbreitungsgebiet

## Merkmale
Mit einer Körperlänge von 100 bis 110 cm und einem Gewicht von 17 kg ist der Bennettkasuar die kleinste der drei Kasuararten. Sein Gefieder ist einfarbig schwarz, die Beine sind grau. Der nackte, federlose Hals ist vor allem blau und kann einige rote Markierungen aufweisen. Hautlappen am Hals fehlen. Der helmartige, mit Horngewebe überzogene Auswuchs auf dem Kopf ist niedriger als bei den anderen Arten und dunkelgrau. Jungvögel haben ein braunes Gefieder. Es wurden sieben Unterarten beschrieben, denen aber spezielle Merkmale für eine Validität fehlen. Möglicherweise unterscheiden sie sich durch Größe und Zeichnung der federlosen Halspartien.

## Lebensweise
Bennettkasuare ernähren sich von zu Boden gefallenen Früchten, Pilzen, Wirbellosen und kleinen Wirbeltieren. Sie brüten sowohl in der Regen- als auch in der Trockenzeit und bauen ihr Nest für gewöhnlich zwischen den Stelzwurzeln großer Bäume. Die drei bis fünf Eier werden ausschließlich vom Männchen etwa sieben Wochen lang bebrütet. Das Männchen hütet anschließend auch die Jungvögel.